# Сатна (округ)
Са́тна (хинди सतना जिला; англ. Satna) — округ в индийском штате Мадхья-Прадеш. Образован в 1948 году. Административный центр — город Сатна. Площадь округа — 7502 км². По данным всеиндийской переписи 2001 года население округа составляло 1 870 104 человека. Уровень грамотности взрослого населения составлял 64,6 %, что выше среднеиндийского уровня (59,5 %). Доля городского населения составляла 20,6 %. На территории округа расположено священное место паломничества индуизма — Читракута.